# Poupata
Poupata es una película dramática checa de 2011 escrita y dirigida por Zdeněk Jiráský.

## Reparto
- Vladimír Javorský como Jarda
- Malgorzata Pikus como Kamila
- Marika Šoposká como Agáta
- Miroslav Panek como Honza
- Natalie Řehořová como Magda
- Aneta Krejčíková como Zuzana

## Estreno
La película fue estrenada el 1 de diciembre de 2011 en República Checa.